# Andy Newmark
Andrew "Andy" Newmark (Port Chester, 14 de julio de 1950) es un músico estadounidense, conocido por ser músico de sesión tocando la batería, además de tocar en la banda de funk Sly & the Family Stone desde 1972 hasta 1973.

## Biografía
Newmark sustituyó a Gerry Gibson, quien a su vez había sustituido con anterioridad a Gregg Errico. Newmark sólo llegó a grabar uno de los discos de la banda, Fresh (1973) y tocó con ellos dos años en directo.
Después de dejar la banda en 1974, Newmark tocó con numerosos artistas de los años 70 y 80, incluyendo John Lennon, Cat Stevens, Joe Walsh, B.B. King, Eric Clapton, David Bowie, Bryan Ferry, George Harrison, Rickie Lee Jones, Patrick Moraz, Randy Newman, Pink Floyd, Roger Waters, David Gilmour, Ronnie Wood, Roxy Music, ABC, Laura Nyro, Elkie Brooks, Sting, Steve Winwood, Nils Lofgren y George Benson. Aparece en el disco de Carly Simon de 1971 Anticipation y en Dream Weaver de Gary Wright(1975). En 1980, tocó en el último álbum en vida de John Lennon, Double Fantasy, además de Milk and Honey lanzado póstumamente en 1984. También está acreditado en el disco de Yoko Ono Season of Glass (1981), junto a la mayoría de los músicos de sesión de Double Fantasy.
Según una entrevista de 2006 para la revista Sound on Sound, Andy Newmark tocó la batería en el disco de Pink Floyd The Division Bell.

## Discografía

### ConCarly Simon
- Anticipation (1971)
- No Secrets (1972)
- Hotcakes (1974)
- Playing Possum (1975)
- Another Passenger (1976)
- This is My Life (1992)
- Letters Never Sent (1994)

### ConSly and the Family Stone
- Fresh (EPIC, 1973)

### ConGary Wright
- The Dream Weaver (1975)

### ConGeorge Benson
- In Concert-Carnegie Hall (CTI, 1975)
- Good King Bad (CTI, 1976)
- Benson & Farrell Con Joe Farrell (CTI, 1976)

### ConPatti Austin
- End of a Rainbow (CTI, 1976)

### ConHank Crawford
- Hank Crawford's Back (Kudu, 1976)

### ConUrbie Green
- The Fox (CTI, 1976)

### ConLalo Schifrin
- Black Widow (CTI, 1976)

### ConJohn Lennon
- Double Fantasy (1980)
- Milk and Honey (1984)

### ConRoxy Music
- Flesh and Blood (1980)
- Avalon (1982)
- The High Road (EP) (1983)

### Con Balance
- Balance (1981)

### ConPink Floyd
- The Final Cut (Harvest/Columbia, 1983)

### ConRoger Waters
- The Pros and Cons of Hitch Hiking (1984)

### ConRocky and the Natives
- Let's Hear it for the Old Guys Yard Dog Records 2013

### ConDavid Gilmour
- On An Island Columbia Records (2006)
- Rattle That Lock Columbia Records (2015)